# Lorenz Christoph Mizler
Wawrzyniec Mitzler de Kolof ou Lorenz Christoph Mizler von Kolof, mais conhecido como Lorenz Christoph Mizler (Heidenheim, 26 de julho de 1711 – Varsóvia, março de 1778) foi um matemático, médico, editor, escritor, compositor e crítico musical da alemão.

## Biografia
Era filho do clérigo Johann Georg Mizler e de Barbara Stumpf. Em pequeno aprendeu flauta e violino, e mais tarde ingressou no Ginásio de Ansbach e em seguida na Universidade de Leipzig, onde estudou Teologia. Paralelamente estudou composição. Em 1735 mudou-se para Wittenberg para estudar Medicina e Direito. A partir de 1737 começou a dar palestras sobre música e a publicar o periódico mensal Neu eröffnete musikalische Bibliothek, que no ano seguinte se tornou o periódico oficial da Korrespondierenden Sozietät der Musicalischen Wissenschaften, que ele fundara. Nesse período iniciou uma carreira como editor comercial de música. Em 1743 se tornou secretário, professor, bibliotecário e matemático da corte do conde Małachowski em Końskie, aprendendo a língua, história e literatura da Polônia. Pouco depois iniciou seu doutoramento em música na Universidade de Erfurt e em 1752 mudou-se para Varsóvia, onde se tornou médico da corte. Reiniciou suas atividades como editor de música e foi recebido na Academia de Ciências de Erfurt em 1757. Em 1768 foi nobilitado.

## Obra
Era apenas um compositor amador, mas aprofundou-se na teoria musical procurando estabelecer uma ciência musical consolidada sobre princípios matemáticos e filosóficos. Traduziu o Gradus ad Parnassus de Johann Joseph Fux para o alemão. Seus interesses variados o tornaram um polímata, transitando entre a Música, o Direito, a Filosofia, Teologia, a Matemática e a Ciência. Sua Musikalische Bibliothek (1736-1754) é um importante documento sobre a vida musical alemã, e contribuiu com vários outros musicólogos com ensaios detalhados e sensíveis, sendo uma referência até o presente sobre vários aspectos da música barroca. Entre seus escritos contam-se:
- Dissertatio quod musica ars sit pars eruditionis philosophicae (Leipzig, 1734)
- Lusus ingenii de praesenti bello (Wittenberg, 1735)
- De usu atque praestantia philosophiae in theologia, jurisprudentia, medicina (Leipzig, 1736)
- Neu eröffnete musikalische Bibliothek, oder Gründliche Nachricht nebst unpartheyischem Urtheil von musikalischen Schriften und Büchern (Leipzig, 1739)
- Musikalischer Staarstecher, in welchem rechtschaffener Musikverständigen Fehler bescheiden angemerket, eingebildeter und selbst gewachsener sogenannter Componisten Thorheiten aber lächerlich gemachet werden (Leipzig, 1739–1740)
- Anfangs-Gründe des General-Basses nach mathematischer Lehr-Art abgehandelt (Leipzig, 1739)
- Gradus ad Parnassum, oder Anführung zur regelmässigen Composition, aus dem Lateinischen ins Deutsche übersetzt, und mit Anmerkungen versehen (Leipzig, 1742)